# Чемпионат мира по стендовой стрельбе и стрельбе по движущейся мишени 1961
Чемпионат мира по стендовой стрельбе и стрельбе по движущейся мишени прошёл с 10 по 17 июня 1961 года в Осло (Норвегия).

## Медалисты

### Стендовая стрельба
| Дисциплина | Золото                          | Золото | Серебро                  | Серебро | Бронза                   | Бронза |
| ---------- | ------------------------------- | ------ | ------------------------ | ------- | ------------------------ | ------ |
| Трап       | Эннио Маттарелли (Италия)       | 296    | Фрэнсис Эйзенлауэр (США) | 296     | Йон Думитреску (Румыния) | 295    |
| Скит       | Карлос Пласа Маркес (Венесуэла) | 199    | Бернард Хартман (Канада) | 198     | Арий Каплун (СССР)       | 197    |

### Стрельба по подвижной мишени
| Дисциплина                                              | Золото                                                                          | Золото | Серебро                                                          | Серебро | Бронза                                                                         | Бронза |
| ------------------------------------------------------- | ------------------------------------------------------------------------------- | ------ | ---------------------------------------------------------------- | ------- | ------------------------------------------------------------------------------ | ------ |
| Одиночные выстрелы по «бегущему оленю», 100 м           | Лойд Кроу (США)                                                                 | 226    | Виталий Романенко (СССР)                                         | 222     | Людвиг Лустберг (СССР)                                                         | 221    |
| Одиночные выстрелы по «бегущему оленю», 100 м (команды) | СССР · Людвиг Лустберг · Иоганн Никитин · Владимир Линников · Виталий Романенко | 879    | США · Джон Фостер · Лойд Кроу · Виллис Пауэлл · Норман Скарпнесс | 877     | Швеция · Руне Флодман · Хокан Хальвардссон · Свен Юханссон · Карл Карлссон     | 812    |
| Двойные выстрелы по «бегущему оленю», 100 м             | Джон Фостер (США)                                                               | 222    | Владимир Линников (СССР)                                         | 219     | Людвиг Лустберг (СССР)                                                         | 219    |
| Двойные выстрелы по «бегущему оленю», 100 м (команды)   | СССР · Людвиг Лустберг · Иоганн Никитин · Владимир Линников · Виталий Романенко | 861    | США · Джон Фостер · Лойд Кроу · Виллис Пауэлл · Джозеф Деккерт   | 833     | Швеция · Бьёрн Шулльстрём · Хокан Хальвардссон · Свен Юханссон · Карл Карлссон | 812    |